# Pattadakal
Pattadakal (kanada: ಪಟ್ಟದ್ಕಲ್ಲು, Pattadakalu) je naselje u pokrajini Bagalkot, u središtu današnje indijske države Karnataka. Pattadakal se nalazi na obalama rijeke Malaprabha, oko 22 km od grada Badamija i 10 km od Aiholea.
Pattadakal je kratko vrijeme (642. – 55.) bio prijestolnicom južnoindijske dinastije Chalukya (543. – 753.) koja je u njemu podigla veliki broj znamenitih hramova, osobito u 7. i 8. stoljeću. Skupina spomenika iz 8. stoljeća predstavljaju vrhunac ranih eksperimenata vesara stila hinduističke arhitekture. Zbog toga su upisani na UNESCO-ov popis mjesta svjetske baštine u Aziji i Oceaniji 1987. godine.

## Znamenitosti
Vesara stil u arhitekturi je nastao u Aiholeu oko 450. godine miješanjem dva tadašnja stila gradnje, Nagara (koji se odlikuje kvadratičnim svetištima oblih kutova) i Dravidski stil (koji se odlikuje visokim ulaznim tornjem u obliku piramide), a koji su do tada postojali odvojeni. No, u Pattadakalu je ovaj stil arhitekture doživio svoj vrhunac. Tu se nalazi 10 džainističkih hramova s brojnim malim svetištima i samostalnim plintama, te šest hinduističkih hramova dravidskog, četiri nagarskog stila i Papanatha hram izgrađen u vesara stilu.
Neki od najvažnijih hramova su:
- Hram Sangameshwara ili Vijayewara je najstariji hram u Pattadakalu, nastao za vladavine Chalukya kralja Vijayaditya Satyashraya (696. – 733.), oko 725. god. Izgrađen je u dravidskom stilu bez sukanasike, s kvadratičnom dvoranom, unutarnjim prolazom i svetištem iznad koje je trokatni vimana toranj. Izvana je ukrašen skulpturalnim prizorima s figurama Ugranarasimhe i Nataraje.
- Hram Virupaksha je najslavniji hram Pattadakala. Podigla ga je kraljica Lokamahadevi (Trilokyamahadevi) 745. godine kako bi obilježila pobjedu svog muža, kralja Vikramaditya II., nad Pallavama u Kanchiju. Uzor mu je bio Pallava hram Kailasanathar u Kanchiju, a ukrašen je mnogim skulpturama na svojim zidovima (Lingodbhava, Nataraja, Ravananugraha i Ugranarasimha). Tu je i slavni natpis na kanada jeziku, na trijumfalnom stupu, koji opisuje nastanak hrama (733. – 45.).
- Hram Mallikarjuna je također izgradila druga supruga kralja Vikramaditya, odmah nakon Virupakshe kao njegova manja kopija s četverokatnim vimana tornjem koji ima okruglu filijalu od grive i sikhare (slika gore desno).
- Papanatha hram iz 780. godine je započet u nagara stilu, ali je kasnije dovršen u odmjerenijem dravidskom stilu, što ga čini prvim hramom vesara stila u Pattadakalu. Skulpture na njegovim zidovima predstavljaju prizore iz epova Ramajana i Mahabharata. Kasnije su Chalukyasi primijenili ovaj način gradnje i na hramu Navabrahma u Alampuru (Andhra Pradesh).
- Hram Kashivisvanatha je izgradio kralj Rashtrakutas u 8. stoljeću kao posljednji u vesara stilu (slika gore desno).
- Hram Jain Narayana je u dravidskom stilu izgradio kralj Amoghavarsha I. ili njegov sin Krishna II. u 9. stoljeću.
- Hram Galganatha je također izgrađen u 9. stoljeću, ali u nagara stilu i unutra se nalazi slavna skultura Šive kako ubija demona Andhakasuru.

## Poveznice
- Indijska umjetnost
- Indijski hram

## Vanjske poveznice
- Article on Chalukaya Temples and Caves  (engl.)
- Panoramske fotografije spomenika Pattadakala od 360 stupnjeva  Arhivirana inačica izvorne stranice od 9. prosinca 2012. (Wayback Machine)